# Вілья-Укіка
Вілла Укіка (ісп. Villa Ukika) — сільська місцевість в громаді Кабо-де-Орнос, у провінції Антартика-Чилена регіону Магалланес на півдні Чилі. Лежить за 2 км на схід від Пуерто-Вільямса на острові Наварино. Поселення відоме тим, що тут проживають нащадки останніх представників яганів.

## Історія
Вілья-Укіка заснована в 1967 році після того, як влада Пуерто-Вільямса вирішила переслити яганів, які населяли сектор Баїя-Мехільонес. У наступне десятиліття населення села досягло 58 жителів. У той же період відбулася акультурація яганів в результаті легшого доступу до медичних послуг, освіти та комунікацій.
Наприкінці 1990-х років у Вілья-Укіка було 14 будинків, більшість із яких побудовані з дерева та латуні та були зайняті їхніми власниками. Серед найвідоміших жителів міста були сестри Урсула та Крістіна Кальдерон, останні носійки яганнської мови.

## Послуги
У Вільї-Укіка діє «Centro de Artesanía Yagán Kipa-Ákar», що побудований між 2003 і 2004 роками і в якому виставляються та продаються вироби ручної роботи яган: плетіння з очерету та масштабні копії каное, які використовувалися для навігації південними каналами. Також представлена гастрономія, що складається переважно з морських продуктів.